# Zwemmen op de Olympische Zomerspelen 2008 (kwalificatie estafette)
Deze pagina beschrijft de kwalificatie voor het zwemtoernooi op de Olympische Zomerspelen 2008 voor de estafette bij het langebaanzwemmen.

## Kwalificatiecriteria
Bij estafette-onderdelen, kwalificeert de top 12 per onderdeel van de WK Zwemmen 2007 zich. De vier andere teams worden geselecteerd door de FINA op basis van resultaten in de kwalificatieperiode.

## Mannen 4x100m vrije slag
| Competitie      | Deelnemers       |
| --------------- | ---------------- |
| WK Zwemmen 2007 | Italië           |
| WK Zwemmen 2007 | Zweden           |
| WK Zwemmen 2007 | Verenigde Staten |
| WK Zwemmen 2007 | Australië        |
| WK Zwemmen 2007 | Frankrijk        |
| WK Zwemmen 2007 | Canada           |
| WK Zwemmen 2007 | Brazilië         |
| WK Zwemmen 2007 | Zuid-Afrika      |
| WK Zwemmen 2007 | Groot-Brittannië |
| WK Zwemmen 2007 | Duitsland        |
| WK Zwemmen 2007 | Zwitserland      |
| WK Zwemmen 2007 | Japan            |
| Wereldranglijst | Rusland          |
| Wereldranglijst | Nederland        |
| Wereldranglijst | China            |
| Wereldranglijst | Nieuw-Zeeland    |
| TOTAAL          | 16               |

## Mannen 4x200m vrije slag
| Competitie      | Deelnemers       |
| --------------- | ---------------- |
| WK Zwemmen 2007 | Verenigde Staten |
| WK Zwemmen 2007 | Australië        |
| WK Zwemmen 2007 | Canada           |
| WK Zwemmen 2007 | Italië           |
| WK Zwemmen 2007 | Japan            |
| WK Zwemmen 2007 | Rusland          |
| WK Zwemmen 2007 | Groot-Brittannië |
| WK Zwemmen 2007 | Polen            |
| WK Zwemmen 2007 | Duitsland        |
| WK Zwemmen 2007 | Frankrijk        |
| WK Zwemmen 2007 | Brazilië         |
| WK Zwemmen 2007 | Griekenland      |
| Wereldranglijst | Oostenrijk       |
| Wereldranglijst | Zuid-Afrika      |
| Wereldranglijst | China            |
| Wereldranglijst | Hongarije        |
| TOTAAL          | 16               |

## Mannen 4x100m wisselslag
| Competitie      | Deelnemers       |
| --------------- | ---------------- |
| WK Zwemmen 2007 | Japan            |
| WK Zwemmen 2007 | Rusland          |
| WK Zwemmen 2007 | Zuid-Afrika      |
| WK Zwemmen 2007 | Australië        |
| WK Zwemmen 2007 | Frankrijk        |
| WK Zwemmen 2007 | Groot-Brittannië |
| WK Zwemmen 2007 | Italië           |
| WK Zwemmen 2007 | Roemenië         |
| WK Zwemmen 2007 | Brazilië         |
| WK Zwemmen 2007 | Oekraïne         |
| WK Zwemmen 2007 | Nieuw-Zeeland    |
| WK Zwemmen 2007 | Wit-Rusland      |
| Wereldranglijst | Verenigde Staten |
| Wereldranglijst | Canada           |
| Wereldranglijst | Kroatië          |
| Wereldranglijst | Zweden           |
| TOTAAL          | 16               |

## Vrouwen 4x100m vrije slag
| Competitie      | Deelnemers       |
| --------------- | ---------------- |
| WK Zwemmen 2007 | Verenigde Staten |
| WK Zwemmen 2007 | Nederland        |
| WK Zwemmen 2007 | Australië        |
| WK Zwemmen 2007 | Zweden           |
| WK Zwemmen 2007 | Duitsland        |
| WK Zwemmen 2007 | China            |
| WK Zwemmen 2007 | Frankrijk        |
| WK Zwemmen 2007 | Groot-Brittannië |
| WK Zwemmen 2007 | Wit-Rusland      |
| WK Zwemmen 2007 | Canada           |
| WK Zwemmen 2007 | Oekraïne         |
| WK Zwemmen 2007 | Nieuw-Zeeland    |
| Wereldranglijst | Brazilië         |
| Wereldranglijst | Japan            |
| Wereldranglijst | Finland          |
| Wereldranglijst | België           |
| TOTAAL          | 16               |

## Vrouwen 4x200m vrije slag
| Competitie      | Deelnemers       |
| --------------- | ---------------- |
| WK Zwemmen 2007 | Australië        |
| WK Zwemmen 2007 | Duitsland        |
| WK Zwemmen 2007 | Frankrijk        |
| WK Zwemmen 2007 | Japan            |
| WK Zwemmen 2007 | Groot-Brittannië |
| WK Zwemmen 2007 | Nederland        |
| WK Zwemmen 2007 | Zweden           |
| WK Zwemmen 2007 | Verenigde Staten |
| WK Zwemmen 2007 | China            |
| WK Zwemmen 2007 | Nieuw-Zeeland    |
| WK Zwemmen 2007 | Canada           |
| WK Zwemmen 2007 | Spanje           |
| Wereldranglijst | Italië           |
| Wereldranglijst | Hongarije        |
| Wereldranglijst | Denemarken       |
| Wereldranglijst | Polen            |
| TOTAAL          | 16               |

## Vrouwen 4x100m wisselslag
| Competitie      | Deelnemers       |
| --------------- | ---------------- |
| WK Zwemmen 2007 | Verenigde Staten |
| WK Zwemmen 2007 | Australië        |
| WK Zwemmen 2007 | Japan            |
| WK Zwemmen 2007 | China            |
| WK Zwemmen 2007 | Duitsland        |
| WK Zwemmen 2007 | Zweden           |
| WK Zwemmen 2007 | Rusland          |
| WK Zwemmen 2007 | Groot-Brittannië |
| WK Zwemmen 2007 | Frankrijk        |
| WK Zwemmen 2007 | Italië           |
| WK Zwemmen 2007 | Canada           |
| WK Zwemmen 2007 | Oekraïne         |
| Wereldranglijst | Zuid-Afrika      |
| Wereldranglijst | Nederland        |
| Wereldranglijst | Brazilië         |
| Wereldranglijst | Spanje           |
| TOTAAL          | 16               |